# Première circonscription de la Meuse
La première circonscription de la Meuse est l'une des deux circonscriptions législatives françaises que compte le département de la Meuse (55) situé en région Grand Est.

## Description géographique et démographique

### De 1958 à 1986
La première circonscription de la Meuse était composée de :
- canton d'Ancerville
- canton de Bar-le-Duc
- canton de Commercy
- canton de Gondrecourt-le-Château
- canton de Ligny-en-Barrois
- canton de Montiers-sur-Saulx
- canton de Pierrefitte-sur-Aire
- canton de Revigny-sur-Ornain
- canton de Saint-Mihiel
- canton de Triaucourt-en-Argonne
- canton de Vaubecourt
- canton de Vaucouleurs
- canton de Vavincourt
- canton de Vigneulles-lès-Hattonchâtel
- canton de Void

Source : Journal Officiel du 14-15 Octobre 1958.

### Depuis 1988
La première circonscription de la Meuse est délimitée par le découpage électoral de la loi n°86-1197 du 24 novembre 1986
, elle regroupe les divisions administratives suivantes : 
- Canton d'Ancerville
- Canton de Bar-le-Duc-Nord
- Canton de Bar-le-Duc-Sud
- Canton de Commercy
- Canton de Gondrecourt-le-Château
- Canton de Ligny-en-Barrois
- Canton de Montiers-sur-Saulx
- Canton de Pierrefitte-sur-Aire
- Canton de Revigny-sur-Ornain
- Canton de Saint-Mihiel
- Canton de Seuil-d'Argonne
- Canton de Vaubecourt
- Canton de Vaucouleurs
- Canton de Vavincourt
- Canton de Vigneulles-lès-Hattonchâtel
- Canton de Void-Vacon.

D'après le recensement général de la population en 1999, réalisé par l'Institut national de la statistique et des études économiques (INSEE), la population totale de cette circonscription est estimée à 108257 habitants,.

## Historique des députations
| Législature | Début de mandat | Fin de mandat  | Député           | Parti politique | Observations                                                                           |
| ----------- | --------------- | -------------- | ---------------- | --------------- | -------------------------------------------------------------------------------------- |
| IXe         | 23 juin 1988    | 1er avril 1993 | Gérard Longuet   | UDF             |                                                                                        |
| Xe          | 2 avril 1993    | 21 avril 1997  | André Droitcourt | UDF             | Mandat écourté à la suite d'une dissolution parlementaire décidée par Jacques Chirac.  |
| XIe         | 12 juin 1997    | 18 juin 2002   | François Dosé    | PS              |                                                                                        |
| XIIe        | 19 juin 2002    | 19 juin 2007   | François Dosé,   | PS,             |                                                                                        |
| XIIIe       | 20 juin 2007    | 19 juin 2012   | Bertrand Pancher | UMP             |                                                                                        |
| XIVe        | 20 juin 2012    | 20 juin 2017   | Bertrand Pancher | PR              |                                                                                        |
| XVe         | 21 juin 2017    | 21 juin 2022   | Bertrand Pancher | MR-PR           |                                                                                        |
| XVIe        | 22 juin 2022    | 9 juin 2024    | Bertrand Pancher | Utiles          | Mandat écourté à la suite d'une dissolution parlementaire décidée par Emmanuel Macron. |
| XVIIe       | 8 juillet 2024  | En cours       | Maxime Amblard   | RN              |                                                                                        |

## Historique des élections

### Élections de 1958
|                | Louis Jacquinot élu | CNIP           | 34 195 | 65,30  |  |  |  |
|                | Louis Dodin         | SFIO           | 12 249 | 23,30  |  |  |  |
|                | Lucien Pouille      | PCF            | 5 922  | 11,31  |  |  |  |
|                |                     |                |        |        |  |  |  |
| Inscrits       | Inscrits            | Inscrits       | 68 230 | 100,00 |  |  |  |
| Abstentions    | Abstentions         | Abstentions    | 13 311 | 19,51  |  |  |  |
| Votants        | Votants             | Votants        | 54 919 | 80,49  |  |  |  |
| Blancs et nuls | Blancs et nuls      | Blancs et nuls | 2 553  | 4,65   |  |  |  |
| Exprimés       | Exprimés            | Exprimés       | 52 366 | 95,35  |  |  |  |

Le suppléant de Louis Jacquinot était René Rousselot, conseiller général, maire de Nicey-sur-Aire. René Rousselot remplaça Louis Jacquinot, nommé membre du gouvernement, du 9 février 1959 au 9 octobre 1962.

### Élections de 1962
|                | Louis Jacquinot sortant réélu | RI             | 29 784 | 64,37  |  |  |  |
|                | Martial Jost                  | SFIO           | 10 166 | 21,97  |  |  |  |
|                | André Savard                  | PCF            | 6 320  | 13,66  |  |  |  |
|                |                               |                |        |        |  |  |  |
| Inscrits       | Inscrits                      | Inscrits       | 67 407 | 100,00 |  |  |  |
| Abstentions    | Abstentions                   | Abstentions    | 17 943 | 26,62  |  |  |  |
| Votants        | Votants                       | Votants        | 49 464 | 73,38  |  |  |  |
| Blancs et nuls | Blancs et nuls                | Blancs et nuls | 3 194  | 6,46   |  |  |  |
| Exprimés       | Exprimés                      | Exprimés       | 46 270 | 93,54  |  |  |  |

Le suppléant de Louis Jacquinot était René Rousselot. René Rousselot remplaça Louis Jacquinot, nommé membre du gouvernement, du 7 janvier 1963 au 2 avril 1967.

### Élections de 1967
| Candidat       | Candidat                      | Parti          | Premier tour | Premier tour | Second tour | Second tour |  |
| Candidat       | Candidat                      | Parti          | Voix         | %            | Voix        | %           |  |
| -------------- | ----------------------------- | -------------- | ------------ | ------------ | ----------- | ----------- |  |
|                | Louis Jacquinot sortant réélu | RI             | 24 866       | 46,07        | 29 435      | 62,02       |  |
|                | Pierre Marizier               | CD (PDM)       | 12 986       | 24,06        | Retrait     | Retrait     |  |
|                | André Savard                  | PCF            | 8 701        | 16,12        | 18 025      | 37,98       |  |
|                | Victor Cusseau                | FGDS (CIR)     | 7 419        | 13,75        | Retrait     | Retrait     |  |
|                |                               |                |              |              |             |             |  |
| Inscrits       | Inscrits                      | Inscrits       | 66 787       | 100,00       | 66 808      | 100,00      |  |
| Abstentions    | Abstentions                   | Abstentions    | 11 026       | 16,51        | 14 921      | 22,33       |  |
| Votants        | Votants                       | Votants        | 55 761       | 83,49        | 51 887      | 77,67       |  |
| Blancs et nuls | Blancs et nuls                | Blancs et nuls | 1 789        | 3,21         | 4 427       | 8,53        |  |
| Exprimés       | Exprimés                      | Exprimés       | 53 972       | 96,79        | 47 460      | 91,47       |  |

Le suppléant de Louis Jacquinot était René Rousselot.

### Élections de 1968
|                | Louis Jacquinot sortant réélu | UDR (URP)      | 31 875 | 62,57  |  |  |  |
|                | Victor Cusseau                | FGDS (CIR)     | 11 206 | 22     |  |  |  |
|                | André Savard                  | PCF            | 7 865  | 15,44  |  |  |  |
|                |                               |                |        |        |  |  |  |
| Inscrits       | Inscrits                      | Inscrits       | 66 337 | 100,00 |  |  |  |
| Abstentions    | Abstentions                   | Abstentions    | 12 812 | 19,31  |  |  |  |
| Votants        | Votants                       | Votants        | 53 525 | 80,69  |  |  |  |
| Blancs et nuls | Blancs et nuls                | Blancs et nuls | 2 579  | 4,82   |  |  |  |
| Exprimés       | Exprimés                      | Exprimés       | 50 946 | 95,18  |  |  |  |

Le suppléant de Louis Jacquinot était Pierre Matrot, agriculteur à Lisle-en-Barrois.

### Élections de 1973
| Candidat       | Candidat                | Parti          | Premier tour | Premier tour | Second tour | Second tour |  |
| Candidat       | Candidat                | Parti          | Voix         | %            | Voix        | %           |  |
| -------------- | ----------------------- | -------------- | ------------ | ------------ | ----------- | ----------- |  |
|                | Louis Jacquinot sortant | UDR (URP)      | 19 604       | 35,72        | 26 216      | 48,04       |  |
|                | Jean Bernard élu        | PS (UGSD)      | 15 109       | 27,53        | 28 352      | 51,96       |  |
|                | Charles Richez          | MR             | 8 655        | 15,77        | Retrait     | Retrait     |  |
|                | Jean-Claude Salziger    | PCF            | 6 405        | 11,67        |             |             |  |
|                | Michel Leblanc          | Divers droite  | 3 526        | 6,42         |             |             |  |
|                | Jean-Claude Demailly    | PSU            | 1 587        | 2,89         |             |             |  |
|                |                         |                |              |              |             |             |  |
| Inscrits       | Inscrits                | Inscrits       | 69 099       | 100,00       | 69 096      | 100,00      |  |
| Abstentions    | Abstentions             | Abstentions    | 12 462       | 18,03        | 12 396      | 17,94       |  |
| Votants        | Votants                 | Votants        | 56 637       | 81,97        | 56 700      | 82,06       |  |
| Blancs et nuls | Blancs et nuls          | Blancs et nuls | 1 751        | 3,09         | 2 132       | 3,76        |  |
| Exprimés       | Exprimés                | Exprimés       | 54 886       | 96,91        | 54 568      | 96,24       |  |

Le suppléant de Jean Bernard était E. Reber.

### Élections de 1978
| Candidat       | Candidat             | Parti          | Premier tour | Premier tour | Second tour | Second tour |  |
| Candidat       | Candidat             | Parti          | Voix         | %            | Voix        | %           |  |
| -------------- | -------------------- | -------------- | ------------ | ------------ | ----------- | ----------- |  |
|                | Jean Bernard sortant | PS             | 19 669       | 31,23        | 31 136      | 47,54       |  |
|                | Gérard Longuet élu   | UDF (PR)       | 19 333       | 30,69        | 34 359      | 52,46       |  |
|                | Bernard Serrier      | PCF            | 7 784        | 12,36        |             |             |  |
|                | Jacques Mourer       | RPR            | 7 246        | 11,5         |             |             |  |
|                | Michel Leblanc       | Divers droite  | 5 940        | 9,43         |             |             |  |
|                | Michèle Cohen        | LO             | 1 658        | 2,63         |             |             |  |
|                | Bernard Gamot        | PSU (FA)       | 1 356        | 2,15         |             |             |  |
|                |                      |                |              |              |             |             |  |
| Inscrits       | Inscrits             | Inscrits       | 77 026       | 100,00       | 76 912      | 100,00      |  |
| Abstentions    | Abstentions          | Abstentions    | 12 451       | 16,16        | 10 313      | 13,41       |  |
| Votants        | Votants              | Votants        | 64 575       | 83,84        | 66 599      | 86,59       |  |
| Blancs et nuls | Blancs et nuls       | Blancs et nuls | 1 589        | 2,46         | 1 104       | 1,66        |  |
| Exprimés       | Exprimés             | Exprimés       | 62 986       | 97,54        | 65 495      | 98,34       |  |

Le suppléant de Gérard Longuet était André Droitcourt, cadre, conseiller général, maire de Gondrecourt-le-Château.

### Élections de 1981
| Candidat       | Candidat               | Parti          | Premier tour | Premier tour | Second tour | Second tour |  |
| Candidat       | Candidat               | Parti          | Voix         | %            | Voix        | %           |  |
| -------------- | ---------------------- | -------------- | ------------ | ------------ | ----------- | ----------- |  |
|                | Gérard Longuet sortant | UDF (PR)       | 27 442       | 47,39        | 29 951      | 47,61       |  |
|                | Jean Bernard élu       | PS             | 25 536       | 44,10        | 32 955      | 52,39       |  |
|                | Bernard Serrier        | PCF            | 3 738        | 6,46         |             |             |  |
|                | Jean-Claude Demailly   | PSU            | 1 174        | 2,03         |             |             |  |
|                | Y. Lemonnier           | PFN            | 12           | 0,02         |             |             |  |
|                |                        |                |              |              |             |             |  |
| Inscrits       | Inscrits               | Inscrits       | 77 920       | 100,00       | 77 904      | 100,00      |  |
| Abstentions    | Abstentions            | Abstentions    | 19 124       | 24,54        | 14 199      | 18,23       |  |
| Votants        | Votants                | Votants        | 58 796       | 75,46        | 63 705      | 81,77       |  |
| Blancs et nuls | Blancs et nuls         | Blancs et nuls | 894          | 1,52         | 799         | 1,25        |  |
| Exprimés       | Exprimés               | Exprimés       | 57 902       | 98,48        | 62 906      | 98,75       |  |

Le suppléant de Jean Bernard était François Dosé, enseignant, maire de Commercy.

### Élections de 1988
| Candidat       | Candidat                     | Parti          | Premier tour | Premier tour | Second tour | Second tour |  |
| Candidat       | Candidat                     | Parti          | Voix         | %            | Voix        | %           |  |
| -------------- | ---------------------------- | -------------- | ------------ | ------------ | ----------- | ----------- |  |
|                | Gérard Longuet sortant réélu | UDF (PR) (URC) | 27 175       | 49,04        | 32 490      | 54,26       |  |
|                | François Dosé                | PS             | 22 163       | 40           | 27 385      | 45,74       |  |
|                | Michel Gripon                | FN             | 3 481        | 6,28         |             |             |  |
|                | Bernard Serrier              | PCF            | 2 591        | 4,68         |             |             |  |
|                |                              |                |              |              |             |             |  |
| Inscrits       | Inscrits                     | Inscrits       | 78 707       | 100,00       | 78 708      | 100,00      |  |
| Abstentions    | Abstentions                  | Abstentions    | 22 276       | 28,3         | 17 749      | 22,55       |  |
| Votants        | Votants                      | Votants        | 56 431       | 71,7         | 60 959      | 77,45       |  |
| Blancs et nuls | Blancs et nuls               | Blancs et nuls | 1 021        | 1,81         | 1 084       | 1,78        |  |
| Exprimés       | Exprimés                     | Exprimés       | 55 410       | 98,19        | 59 875      | 98,22       |  |

Le suppléant de Gérard Longuet était Jacques Mourer, RPR, docteur en médecine, conseiller général, maire adjoint d'Ancerville.

### Élections de 1993
|                | Gérard Longuet sortant réélu | UDF (PR)       | 26 613 | 50,96  |  |  |  |
|                | François Dosé                | PS (ADFP)      | 9 524  | 18,24  |  |  |  |
|                | Michel Triffaut              | FN             | 5 887  | 11,27  |  |  |  |
|                | Pascal Menoux                | Les Verts (EÉ) | 3 221  | 6,17   |  |  |  |
|                | Jean-Luc Bourgeois           | Divers         | 2 827  | 5,41   |  |  |  |
|                | Noël Demange                 | PCF            | 2 085  | 3,99   |  |  |  |
|                | Ginette Gomez                | LT-LNÉ         | 1 461  | 2,8    |  |  |  |
|                | Henri Racaud                 | UÉD            | 604    | 1,16   |  |  |  |
|                |                              |                |        |        |  |  |  |
| Inscrits       | Inscrits                     | Inscrits       | 78 587 | 100,00 |  |  |  |
| Abstentions    | Abstentions                  | Abstentions    | 23 307 | 29,66  |  |  |  |
| Votants        | Votants                      | Votants        | 55 280 | 70,34  |  |  |  |
| Blancs et nuls | Blancs et nuls               | Blancs et nuls | 3 058  | 5,53   |  |  |  |
| Exprimés       | Exprimés                     | Exprimés       | 52 222 | 94,47  |  |  |  |

Le suppléant de Gérard Longuet était André Droitcourt. André Droitcourt remplaça Gérard Longuet, nommé membre du gouvernement, du 2 mai 1993 au 21 avril 1997.

### Élections de 1997
| Candidat       | Candidat               | Parti             | Premier tour | Premier tour | Second tour | Second tour |  |
| Candidat       | Candidat               | Parti             | Voix         | %            | Voix        | %           |  |
| -------------- | ---------------------- | ----------------- | ------------ | ------------ | ----------- | ----------- |  |
|                | Gérard Longuet sortant | UDF (PR)          | 16 938       | 32,32        | 26 001      | 47,19       |  |
|                | François Dosé élu      | PS                | 16 145       | 30,8         | 29 097      | 52,81       |  |
|                | Christiane Lamotte     | FN                | 9 682        | 18,47        |             |             |  |
|                | Philippe Geuring       | Les Verts         | 4 174        | 7,96         |             |             |  |
|                | Philippe Serrier       | PCF               | 2 341        | 4,47         |             |             |  |
|                | Sylvain Bertrand       | Divers écologiste | 1 618        | 3,09         |             |             |  |
|                | William Riegert        | LDI (MPF)         | 1 516        | 2,89         |             |             |  |
|                |                        |                   |              |              |             |             |  |
| Inscrits       | Inscrits               | Inscrits          | 77 588       | 100,00       | 77 592      | 100,00      |  |
| Abstentions    | Abstentions            | Abstentions       | 22 065       | 28,44        | 18 773      | 24,19       |  |
| Votants        | Votants                | Votants           | 55 523       | 71,56        | 58 819      | 75,81       |  |
| Blancs et nuls | Blancs et nuls         | Blancs et nuls    | 3 109        | 5,6          | 3 721       | 6,33        |  |
| Exprimés       | Exprimés               | Exprimés          | 52 414       | 94,4         | 55 098      | 93,67       |  |

Le suppléant de François Dosé était Gérard Machline, conseiller municipal de Bar-le-Duc, médecin et ostéopathe.

### Élections de 2002
| Candidat       | Candidat                    | Parti             | Premier tour | Premier tour | Second tour | Second tour |  |
| Candidat       | Candidat                    | Parti             | Voix         | %            | Voix        | %           |  |
| -------------- | --------------------------- | ----------------- | ------------ | ------------ | ----------- | ----------- |  |
|                | François Dosé sortant réélu | PS                | 17 737       | 36,13        | 25 105      | 53,32       |  |
|                | Alain Pérelle               | UMP               | 12 892       | 26,26        | 21 976      | 46,68       |  |
|                | Gérald Bilde                | FN                | 6 953        | 14,16        |             |             |  |
|                | Alexandre Lombard           | Divers droite     | 6 479        | 13,2         |             |             |  |
|                | Pascal Menoux               | Les Verts         | 1 129        | 2,3          |             |             |  |
|                | Sylvain Bertrand            | Divers gauche     | 966          | 1,97         |             |             |  |
|                | Pierre Varenne              | LO                | 502          | 1,02         |             |             |  |
|                | Anne Léger                  | LCR               | 478          | 0,97         |             |             |  |
|                | Paulette Geoffroy           | MNR               | 458          | 0,93         |             |             |  |
|                | Jacky Nicolas               | PCF               | 418          | 0,85         |             |             |  |
|                | Sébastien Poyard            | MDC               | 362          | 0,74         |             |             |  |
|                | Danièle Lefevre             | Divers écologiste | 256          | 0,52         |             |             |  |
|                | Christophe Cochet           | Divers écologiste | 222          | 0,45         |             |             |  |
|                | Jean-Pierre André           | Divers écologiste | 160          | 0,33         |             |             |  |
|                | Robert Hulo                 | IR                | 80           | 0,16         |             |             |  |
|                |                             |                   |              |              |             |             |  |
| Inscrits       | Inscrits                    | Inscrits          | 78 711       | 100,00       | 78 703      | 100,00      |  |
| Abstentions    | Abstentions                 | Abstentions       | 28 380       | 36,06        | 29 598      | 37,61       |  |
| Votants        | Votants                     | Votants           | 50 331       | 63,94        | 49 105      | 62,39       |  |
| Blancs et nuls | Blancs et nuls              | Blancs et nuls    | 1 239        | 2,46         | 2 024       | 4,12        |  |
| Exprimés       | Exprimés                    | Exprimés          | 49 092       | 97,54        | 47 081      | 95,88       |  |

Le suppléant de François Dosé était Gérard Machline.

### Élections de 2007
| Candidat       | Candidat             | Parti          | Premier tour | Premier tour | Second tour | Second tour |  |
| Candidat       | Candidat             | Parti          | Voix         | %            | Voix        | %           |  |
| -------------- | -------------------- | -------------- | ------------ | ------------ | ----------- | ----------- |  |
|                | Bertrand Pancher élu | UMP            | 17 373       | 37,24        | 25 188      | 53,97       |  |
|                | Thibaut Villemin     | PS             | 12 359       | 26,49        | 21 481      | 46,03       |  |
|                | Alexandre Lombard    | UDF–MoDem      | 6 714        | 14,39        |             |             |  |
|                | Bruno Bilde          | FN             | 3 372        | 7,23         |             |             |  |
|                | Jean Jacq            | Les Verts      | 1 520        | 3,26         |             |             |  |
|                | Jean-Noël Bouet      | LCR            | 1 460        | 3,13         |             |             |  |
|                | Francis Leclerc      | Divers         | 1 183        | 2,54         |             |             |  |
|                | Yannick Fischer      | PCF            | 557          | 1,19         |             |             |  |
|                | Yvette Schramm       | MPF            | 542          | 1,16         |             |             |  |
|                | Mink Takawé          | LO             | 452          | 0,97         |             |             |  |
|                | Dimitri Demange      | diss. PCF      | 421          | 0,9          |             |             |  |
|                | Christine Stémart    | Divers         | 361          | 0,77         |             |             |  |
|                | Paulette Geoffroy    | MNR            | 333          | 0,71         |             |             |  |
|                |                      |                |              |              |             |             |  |
| Inscrits       | Inscrits             | Inscrits       | 80 070       | 100,00       | 80 063      | 100,00      |  |
| Abstentions    | Abstentions          | Abstentions    | 32 220       | 40,24        | 31 426      | 39,25       |  |
| Votants        | Votants              | Votants        | 47 850       | 59,76        | 48 637      | 60,75       |  |
| Blancs et nuls | Blancs et nuls       | Blancs et nuls | 1 203        | 2,51         | 1 968       | 4,05        |  |
| Exprimés       | Exprimés             | Exprimés       | 46 647       | 97,49        | 46 669      | 95,95       |  |

### Élections de 2012
| Candidat       | Candidat                       | Parti          | Premier tour | Premier tour | Second tour | Second tour |  |
| Candidat       | Candidat                       | Parti          | Voix         | %            | Voix        | %           |  |
| -------------- | ------------------------------ | -------------- | ------------ | ------------ | ----------- | ----------- |  |
|                | Bertrand Pancher sortant réélu | PRV (UMP)      | 17 489       | 37,31        | 24 667      | 54,68       |  |
|                | Diana André                    | PS             | 15 521       | 33,11        | 20 448      | 45,32       |  |
|                | Dominique Bilde                | RBM (FN)       | 9 179        | 19,58        |             |             |  |
|                | Jean-Marc Fleury               | EÉLV           | 1 740        | 3,71         |             |             |  |
|                | Mélanie Tsagouris              | FG (PCF)       | 1 458        | 3,11         |             |             |  |
|                | Florence Voivret               | DLR            | 735          | 1,57         |             |             |  |
|                | Claude Kaiser                  | NPA            | 478          | 1,02         |             |             |  |
|                | Éric Finot                     | LO             | 278          | 0,59         |             |             |  |
|                |                                |                |              |              |             |             |  |
| Inscrits       | Inscrits                       | Inscrits       | 78 905       | 100,00       | 78 861      | 100,00      |  |
| Abstentions    | Abstentions                    | Abstentions    | 31 281       | 39,64        | 31 886      | 40,43       |  |
| Votants        | Votants                        | Votants        | 47 624       | 60,36        | 46 975      | 59,57       |  |
| Blancs et nuls | Blancs et nuls                 | Blancs et nuls | 746          | 1,57         | 1 860       | 3,96        |  |
| Exprimés       | Exprimés                       | Exprimés       | 46 878       | 98,43        | 45 115      | 96,04       |  |

### Élections de 2017
|                                                                          |                                                                        |                           |                           |                          |                          |
|                                                                          |                                                                        | Premier tour 11 juin 2017 | Premier tour 11 juin 2017 | Second tour 18 juin 2017 | Second tour 18 juin 2017 |
|                                                                          |                                                                        |                           |                           |                          |                          |
|                                                                          |                                                                        | Nombre                    | % des inscrits            | Nombre                   | % des inscrits           |
| Inscrits                                                                 | Inscrits                                                               | 77 294                    | 100,00                    | 77 289                   | 100,00                   |
| Abstentions                                                              | Abstentions                                                            | 38 539                    | 49,86                     | 42 277                   | 54,70                    |
| Votants                                                                  | Votants                                                                | 38 755                    | 50,14                     | 35 012                   | 45,30                    |
|                                                                          |                                                                        |                           | % des votants             |                          | % des votants            |
| Bulletins blancs                                                         | Bulletins blancs                                                       | 820                       | 2,12                      | 2 728                    | 7,79                     |
| Bulletins nuls                                                           | Bulletins nuls                                                         | 278                       | 0,72                      | 1 293                    | 3,69                     |
| Suffrages exprimés                                                       | Suffrages exprimés                                                     | 37 657                    | 97,17                     | 30 991                   | 88,52                    |
|                                                                          |                                                                        |                           |                           |                          |                          |
| Étiquette politique                                                      | Étiquette politique                                                    | Voix                      | % des exprimés            | Voix                     | % des exprimés           |
|                                                                          |                                                                        |                           |                           |                          |                          |
|                                                                          | Bertrand Pancher (député sortant) Union des démocrates et indépendants | 10 476                    | 27,82                     | 18 051                   | 58,25                    |
|                                                                          | Diana André La République en marche                                    | 10 333                    | 27,44                     | 12 940                   | 41,75                    |
|                                                                          | Corinne Kaufmann Front national                                        | 7 599                     | 20,18                     |                          |                          |
|                                                                          | Guy Jeannesson La France insoumise                                     | 3 597                     | 9,55                      |                          |                          |
|                                                                          | Arnaud Mac Farlane Parti socialiste                                    | 1 616                     | 4,29                      |                          |                          |
|                                                                          | Jean-Marc Fleury Europe Écologie Les Verts                             | 1 151                     | 3,06                      |                          |                          |
|                                                                          | Sylvie Frasez Debout la France                                         | 860                       | 2,28                      |                          |                          |
|                                                                          | Gilles Latour Extrême droite                                           | 615                       | 1,63                      |                          |                          |
|                                                                          | Nathalie Thiébaut-Lamy Parti animaliste                                | 526                       | 1,40                      |                          |                          |
|                                                                          | Bruno Caille Parti lorrain                                             | 397                       | 1,05                      |                          |                          |
|                                                                          | Éric Finot Lutte ouvrière                                              | 279                       | 0,74                      |                          |                          |
|                                                                          | Gilles Gobert Union populaire républicaine                             | 208                       | 0,55                      |                          |                          |
| Source : Ministère de l'Intérieur - Première circonscription de la Meuse |                                                                        |                           |                           |                          |                          |

### Élections de 2022
| Résultats des élections législatives des 12 et 19 juin 2022 de la 1re circonscription de la Meuse |                          |                          |                          |              |              |             |             |
| Candidat                                                                                          | Candidat                 | Parti et coalition       | Nuance                   | Premier tour | Premier tour | Second tour | Second tour |
| Candidat                                                                                          | Candidat                 | Parti et coalition       | Nuance                   | Voix         | %            | Voix        | %           |
|                                                                                                   | Brigitte Gaudineau       | RN                       | RN                       | 10 913       | 30,43        | 15 317      | 44,60       |
|                                                                                                   | Bertrand Pancher         | SE (UDC)                 | DVD                      | 10 826       | 30,19        | 19 027      | 55,40       |
|                                                                                                   | Olivier Guckert          | PS (NUPES)               | NUP                      | 6 272        | 17,49        |             |             |
|                                                                                                   | Sandrine Raffner Kiefer  | HOR (ENS)                | ENS                      | 4 795        | 13,37        |             |             |
|                                                                                                   | Arnaud Chapon            | REC                      | REC                      | 1 277        | 3,56         |             |             |
|                                                                                                   | Nathalie Thiebaut-Lamy   | PA                       | ECO                      | 626          | 1,75         |             |             |
|                                                                                                   | Blaise Tymen             | LO                       | DXG                      | 454          | 1,27         |             |             |
|                                                                                                   | Sylvie Mariage           | DLF                      | DSV                      | 439          | 1,22         |             |             |
|                                                                                                   | Bruno Caillé             | PL                       | REG                      | 187          | 0,52         |             |             |
|                                                                                                   | Malika Bensaid           | LEF                      | REG                      | 72           | 0,20         |             |             |
| Votes valides                                                                                     | Votes valides            | Votes valides            | Votes valides            | 35 864       | 97,71        | 34 344      | 94,43       |
| Votes blancs                                                                                      | Votes blancs             | Votes blancs             | Votes blancs             | 601          | 1,64         | 1 480       | 4,07        |
| Votes nuls                                                                                        | Votes nuls               | Votes nuls               | Votes nuls               | 244          | 0,66         | 547         | 1,50        |
| Total                                                                                             | Total                    | Total                    | Total                    | 36 706       | 100          | 36 371      | 100         |
| Abstention                                                                                        | Abstention               | Abstention               | Abstention               | 38 905       | 51,45        | 39 269      | 51,92       |
| Inscrits / participation                                                                          | Inscrits / participation | Inscrits / participation | Inscrits / participation | 75 611       | 48,55        | 75 640      | 48,08       |

### Élections de 2024
| Candidat                 | Candidat                 | Parti et coalition       | Nuance                   | Premier tour | Premier tour | Second tour | Second tour |
| Candidat                 | Candidat                 | Parti et coalition       | Nuance                   | Voix         | %            | Voix        | %           |
| ------------------------ | ------------------------ | ------------------------ | ------------------------ | ------------ | ------------ | ----------- | ----------- |
|                          | Maxime Amblard           | RN                       | RN                       | 23 680       | 47,95        | 25 411      | 50,49       |
|                          | Bertrand Pancher         | Utiles                   | DVD                      | 16 901       | 34,22        | 24 918      | 49,51       |
|                          | Olivier Guckert          | PS (NFP)                 | UG                       | 7 066        | 14,31        |             |             |
|                          | Sylvie Mariage           | DLF                      | DSV                      | 708          | 1,43         |             |             |
|                          | Grégoire Moutaux         | SE                       | DVD                      | 548          | 1,11         |             |             |
|                          | Blaise Tymen             | LO                       | EXG                      | 481          | 0,97         |             |             |
|                          |                          |                          |                          |              |              |             |             |
| Suffrages exprimés       | Suffrages exprimés       | Suffrages exprimés       | Suffrages exprimés       | 49 384       | 96,93        | 50 329      | 96,94       |
| Votes blancs             | Votes blancs             | Votes blancs             | Votes blancs             | 932          | 1,83         | 1 117       | 2,15        |
| Votes nuls               | Votes nuls               | Votes nuls               | Votes nuls               | 630          | 1,24         | 474         | 0,91        |
| Total                    | Total                    | Total                    | Total                    | 50 946       | 100          | 51 920      | 100         |
| Abstention               | Abstention               | Abstention               | Abstention               | 24 016       | 32,04        | 22 994      | 30,69       |
| Inscrits / participation | Inscrits / participation | Inscrits / participation | Inscrits / participation | 74 962       | 67,96        | 74 914      | 69,31       |

#### Département de la Meuse
- La fiche de l'INSEE de cette circonscription : « Tableaux et Analyses de la première circonscription de la Meuse », sur insee.fr, site de l'Institut national de la statistique et des études économiques (consulté le 10 juin 2007) [PDF]

- « Tous les députés du département de la Meuse depuis 1789 » [archive du 28 septembre 2007], sur assemblee-nationale.fr, site de l'Assemblée nationale française (consulté le 10 juin 2007)

- « Informations contentieuses sur le département de la Meuse (Élections législatives de 2002) »(Archive.org • Wikiwix • Archive.is • Google • Que faire ?), sur conseil-constitutionnel.fr, site du Conseil constitutionnel (consulté le 13 juin 2007)

#### Circonscriptions en France
- « Carte des circonscriptions législatives en France », sur assemblee-nationale.fr, site de l'Assemblée nationale française (consulté le 10 juin 2007)

- « Résultats électoraux officiels en France »(Archive.org • Wikiwix • Archive.is • Google • Que faire ?), sur interieur.gouv.fr, site du ministère de l'Intérieur (France) (consulté le 13 juin 2007)

- Description et Atlas des circonscriptions électorales de France sur http://www.atlaspol.com, Atlaspol, site de cartographie géopolitique, consulté le 13 juin 2007.